# Hemigrammus tridens
Hemigrammus tridens är en fiskart som beskrevs av Eigenmann, 1907. Hemigrammus tridens ingår i släktet Hemigrammus och familjen Characidae. Inga underarter finns listade i Catalogue of Life.